# Starship
Ten artykuł dotyczy trwającego wydarzenia. Informacje w nim zamieszczone mogą się zmienić lub zdezaktualizować wraz z postępem zdarzenia, a początkowe doniesienia mogą być niepewne. Ostatnie zmiany tego artykułu mogą nie odzwierciedlać najbardziej aktualnych informacji.
Starship – dwustopniowa rakieta nośna o bardzo dużym udźwigu, opracowywana przez amerykańską firmę SpaceX. Udany lot w 2024 roku sprawił, że Starship stał się największą i najpotężniejszą rakietą, jaka kiedykolwiek poleciała w przestrzeń kosmiczną. SpaceX opracowało Starshipa z zamiarem zmniejszenia kosztów wynoszenia w kosmos dużych ładunków, w tym wielu ludzi. Niskie koszty mają być osiągnięte dzięki możliwości szybkiego, ponownego wykorzystania obu stopni rakiety. Obecnie Starship jest w fazie testów.
Pierwszy stopień rakiety nazywany Super Heavy jest boosterem, drugi statkiem kosmicznym. Obydwa stopnie są napędzane silnikami rakietowymi Raptor, w których paliwem jest ciekły metan a utleniaczem jest ciekły tlen. Po rozłączeniu się stopni rakiety, Super Heavy ma powrócić w miejsce startu i przy lądowaniu ma być uchwycony przez ramiona wieży startowej. Po zakończeniu misji górny stopnień wchodzi w atmosferę i również wraca do miejsca startu gdzie ma być łapany za pomocą ramion wieży startowej
Oczekuje się, że Starship wyniesie konstelację satelitów Starlink drugiej generacji, a wariant Starship HLS przetransportuje astronautów na Księżyc w ramach programu Artemis, począwszy od misji Artemis 3, która ma wystartować w 2027 roku.

## Budowa
Po zatankowaniu Starship ma masę około 5000 ton, przy średnicy 9 metrów oraz wysokości 121 metrów. Starship został zaprojektowany tak by mógł nadawać się do ponownego użycia, co ma obniżyć koszty eksploatacji. Starship składa się z dwóch stopni: boostera rakietowego Super Heavy, oraz Shipa. Korpusy obu stopni rakiety wykonane są ze stali nierdzewnej, powstają poprzez spawanie stalowych pierścieni, każdy pierścień ma średnicę 9 metrów, 1,8 metra wysokości oraz masę 1600 kilogramów.

### Super Heavy

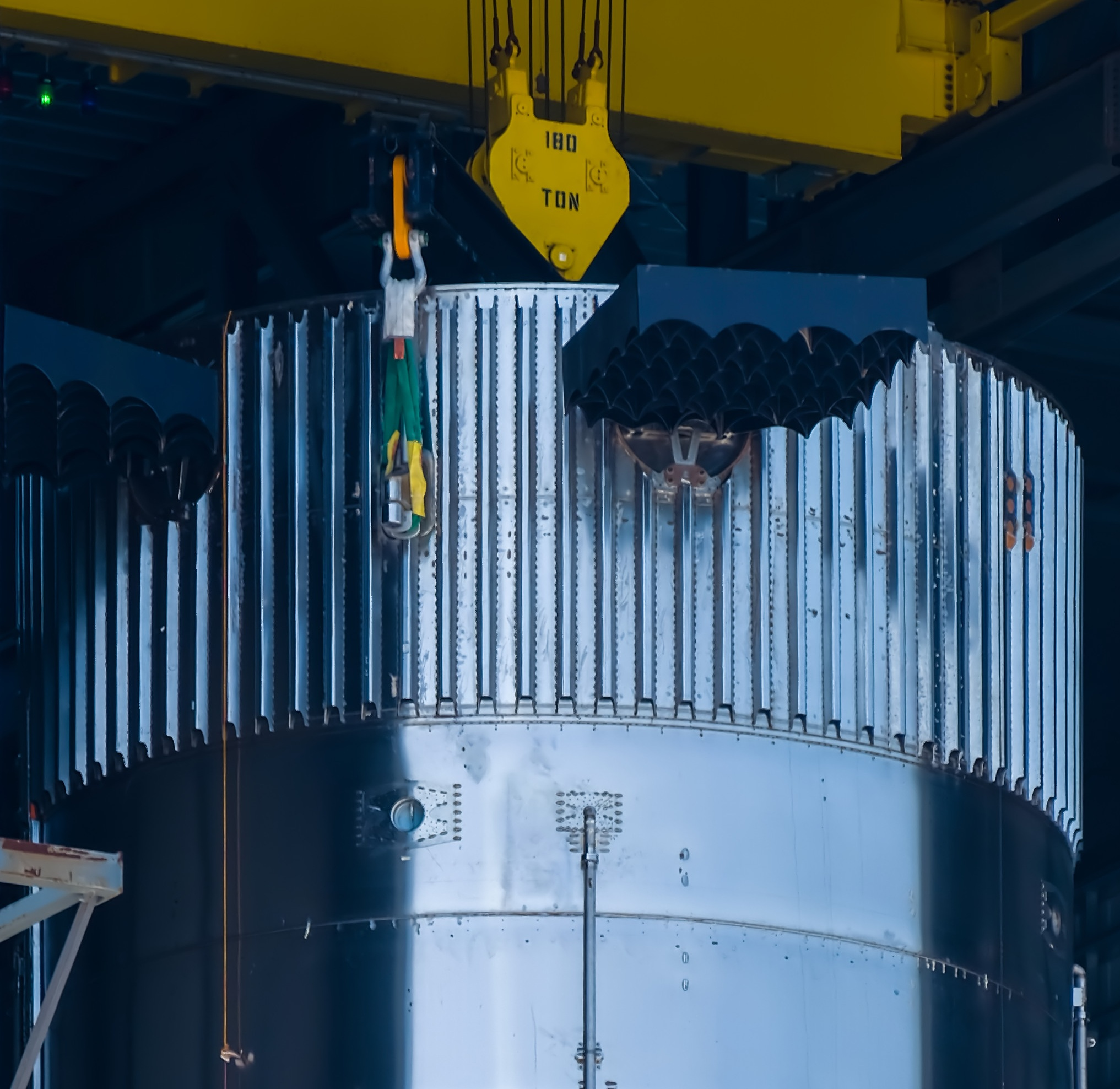
Stery kratowe na Super Heavy (model BN4). Booster wisi na mocowaniach, za które jest podnoszony również przez Mechazillę.

Pierwszy stopień rakiety Starship, czyli booster, nazwany Super Heavy, ma 71 metrów wysokości i średnicę 9 metrów, jest zasilany przez 33 silniki rakietowe Raptor, ułożone w trzy koncentryczne pierścienie. W zewnętrznym pierścieniu jest 20 silników, w których nie zamontowano systemu wektorowania ciągu, co zmniejsza ich masę. Przy pełnej mocy wszystkie silniki wytwarzają łącznie ok. 74 400 kN ciągu. Zbiorniki boostera mogą pomieścić 3700 ton paliwa, na które składa się z ok. 2900 ton ciekłego tlenu i ok. 800 ton ciekłego metanu.
Super Heavy jest podnoszony i stawiany na stanowisku startowym przez ramiona wieży startowej, łapiące go w dwóch punktach, które znajdują się przy klapach sterujących. Stopnie rakiety łączy ażurowy pierścień separacyjny. Podczas separacji typu hot-stage'ingu (z ang. ciepła separacja), silniki drugiego stopnia są uruchamiane przed rozłączeniem się stopni, a ich spaliny przechodzą przez otwory w pierścieniu separacyjnym a nie wprost w powietrze. Takie odepchnięcie się od pierwszego stopnia zwiększa ładowność Starship na orbicie o 10%.
Podczas startu oraz lądowania Super Heavy wykorzystuje cztery stery aerodynamiczne do manewrowania w przestrzeni powietrznej. Stery te mają formę metalowych żeber kratowych i są obracane przy użyciu znacznie zmodyfikowanych silników elektrycznych wykorzystywanych w Tesli Model 3.

### Starship

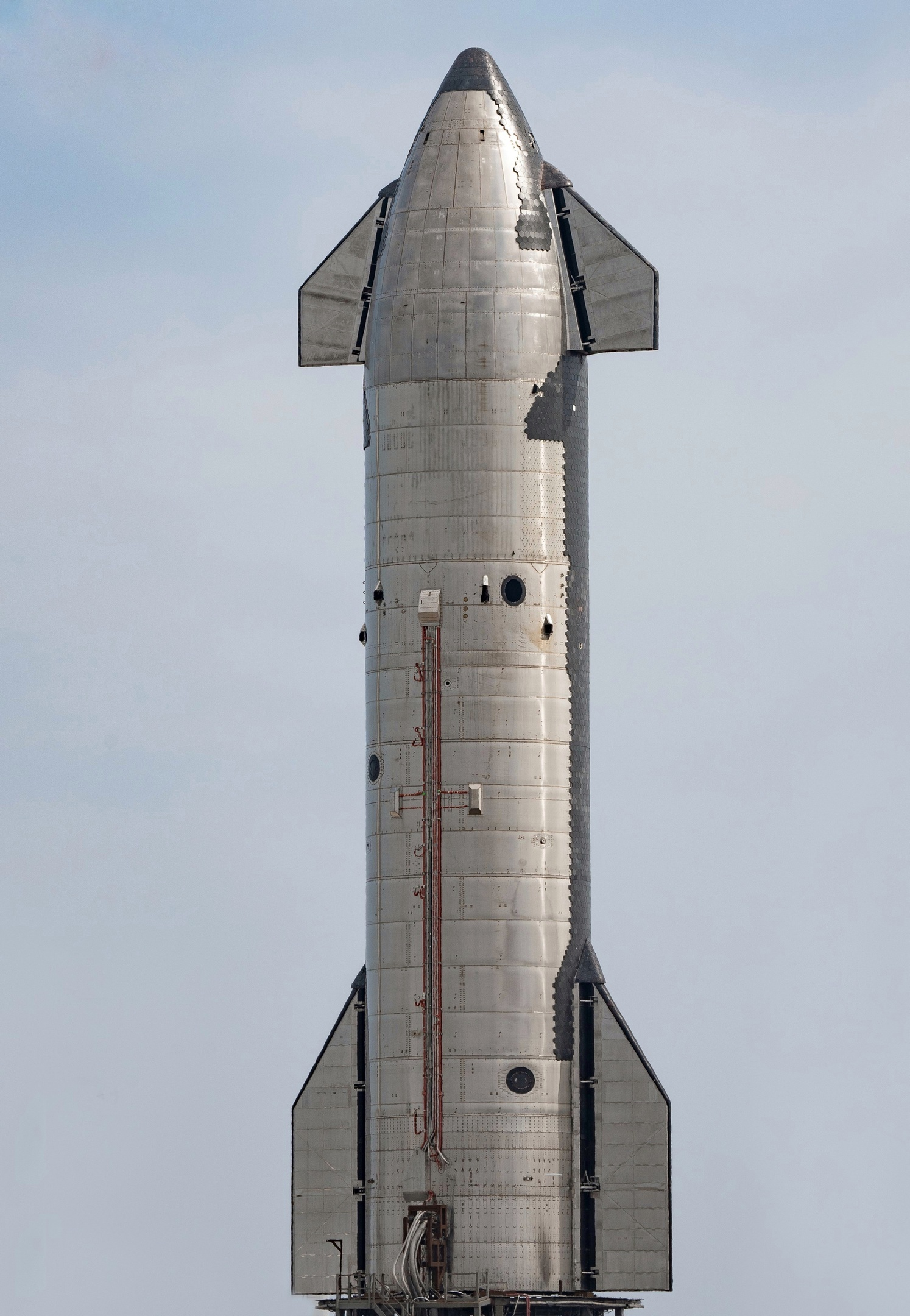
Statek kosmiczny Starship S20 w grudniu 2021 roku

Statek kosmiczny Starship ma 50,3 metrów wysokości i 9 metrów średnicy. Wykorzystuje 6 silników Raptor, z których trzy są optymalizowane do pracy w próżni. Silniki te wytwarzają 14 700 kN ciągu.  Kontrola położenia w przestrzeni kosmicznej jest realizowana przez system sterowania reakcyjnego.
Starship ma cztery klapy, które kontrolują jego orientację i pomagają rozpraszać energię podczas wejścia w atmosferę. Klapy zastępują skrzydła i zmniejszają zużycie paliwa potrzebnego do lądowania. Pod przednimi klapami znajdują się węzły uzbrojenia służące do podnoszenia i chwytania Starshipa za pomocą mechanicznych ramion.
Osłona termiczna statku kosmicznego Starship składa się z 18 000 sześciokątnych płytek, które wytrzymują temperaturę 1400 °C. Zostały one zaprojektowane w celu ochrony statku podczas wchodzenia w atmosferę i mogą być używane wielokrotnie przy niewielkiej konserwacji pomiędzy lotami. Płytki wykonane są na bazie krzemionki a mocowane do Starshipa za pomocą kołków. Pomiędzy płytkami są małe szczeliny umożliwiając rozszerzanie się rozgrzanych płytek.
Przewiduje się, że Starship będzie mógł być tankowany poprzez dokowanie z oddzielnie wystrzeliwanego statku kosmicznego Starship transportującego paliwo rakietowe.

### Starship HLS
Starship HLS to planowany wariant załogowego statku kosmicznego Starship będącego lądownikiem księżycowym, który zostałby zmodyfikowany pod kątem lądowania, funkcjonowania oraz startu z powierzchni Księżyca.
W 2021 roku Elon Musk powiedział, że do pełnego zatankowania lądownika Starship HLS wymagane będzie od czterech do ośmiu startów rakiety Starship. W tym samym roku Government Accountability Office stwierdziło, że wymagane będzie ogółem 16 startów. W 2024 roku SpaceX oszacowało, że liczba startów wyniesie „około 10”, chociaż liczba ta może ulec zmianie. Po całkowitym zatankowaniu lądownika Starship HLS będzie możliwe przetransportowanie nim na powierzchnię Księżyca do 100 ton ładunku użytecznego.

### Silnik Raptor

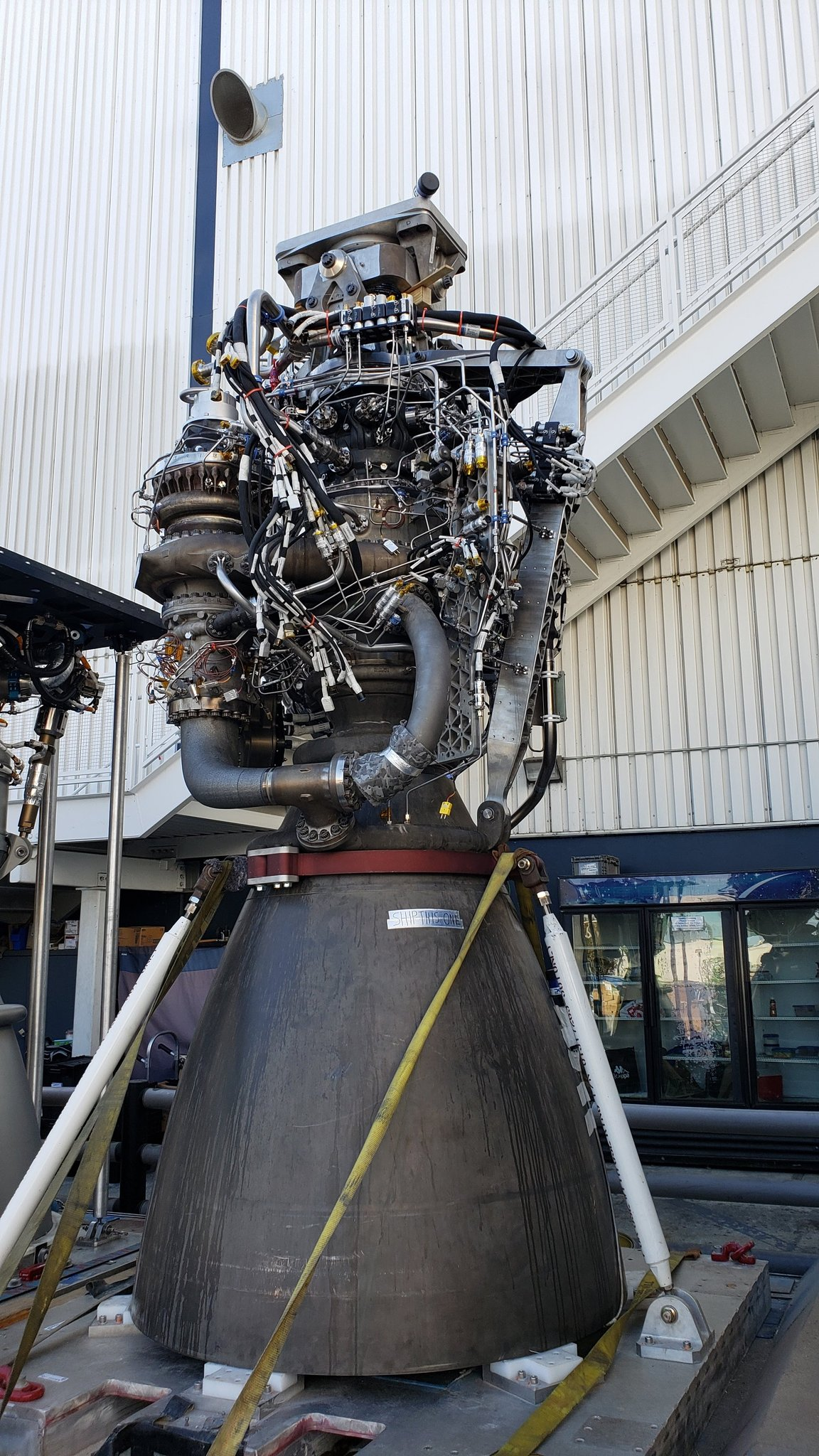
Silnik rakietowy Raptor 1 w maju 2020 roku

Raptor to rodzina silników rakietowych opracowanych przez SpaceX do użycia w rakiecie Starship. Paliwem silnika jest metan a utleniaczem tlen przewożone w postaci ciekłej. Silniki zostały zaprojektowane z myślą o wielokrotnym użyciu przy niewielkich nakładach na ich konserwację.

## Wersje Starshipa
4 kwietnia 2024 roku Elon Musk przedstawił dwie nowe wersje rakiety Starship: Starship V2 i Starship V3, wówczas:
Starship V1. We wszystkich trzech lotach Starshipa wykorzystano pierwszą wersję rakiety Starship. Według stanu na kwiecień 2024 roku SpaceX planuje wyprodukować i wystrzelić cztery kolejne rakiety Starship V1.
Starship V2. Według stanu na lipiec 2024 roku nie są znane dokładne specyfikacje Starshipa V2 jednak wiadomo, że będą one charakteryzować się cieńszą konstrukcją przednich klap oraz 25% wzrostem pojemności ładunku użytecznego. Starship V2 będzie o 3,1 metra wyższy niż Starship V1, a jego planowana ładowność wyniesie co najmniej 100 ton na niską orbitę okołoziemską. Do napędu zostanie użyta nowa wersja silnika Raptor 3, która wyeliminuje potrzebę stosowania dodatkowej osłony silnika. Produkcja Starshipa V2 stała się możliwa dzięki oddaniu do użytku sporej części zmodernizowanej placówki Starbase w 2024 roku.
Starship V3. Według stanu na czerwiec 2024 roku ostateczna konfiguracja Starshipa V3 nie jest znana. Najnowsza konfiguracja, która została opisana w dokumentach regulacyjnych złożonych do Federalnej Administracji Lotnictwa ma wysokość 150 metrów. Starship V3 będzie wyposażony w 9 silników Raptor, a stopień Super Heavy – 35. Planuje się, że wraz z zapewnieniem powrotu na Ziemię do ponownego wykorzystania, Starship V3 będzie mógł wynieść co najmniej 200 ton na niską orbitę okołoziemską.

## Historia

### Wczesne koncepcje projektowe (2012–2019)

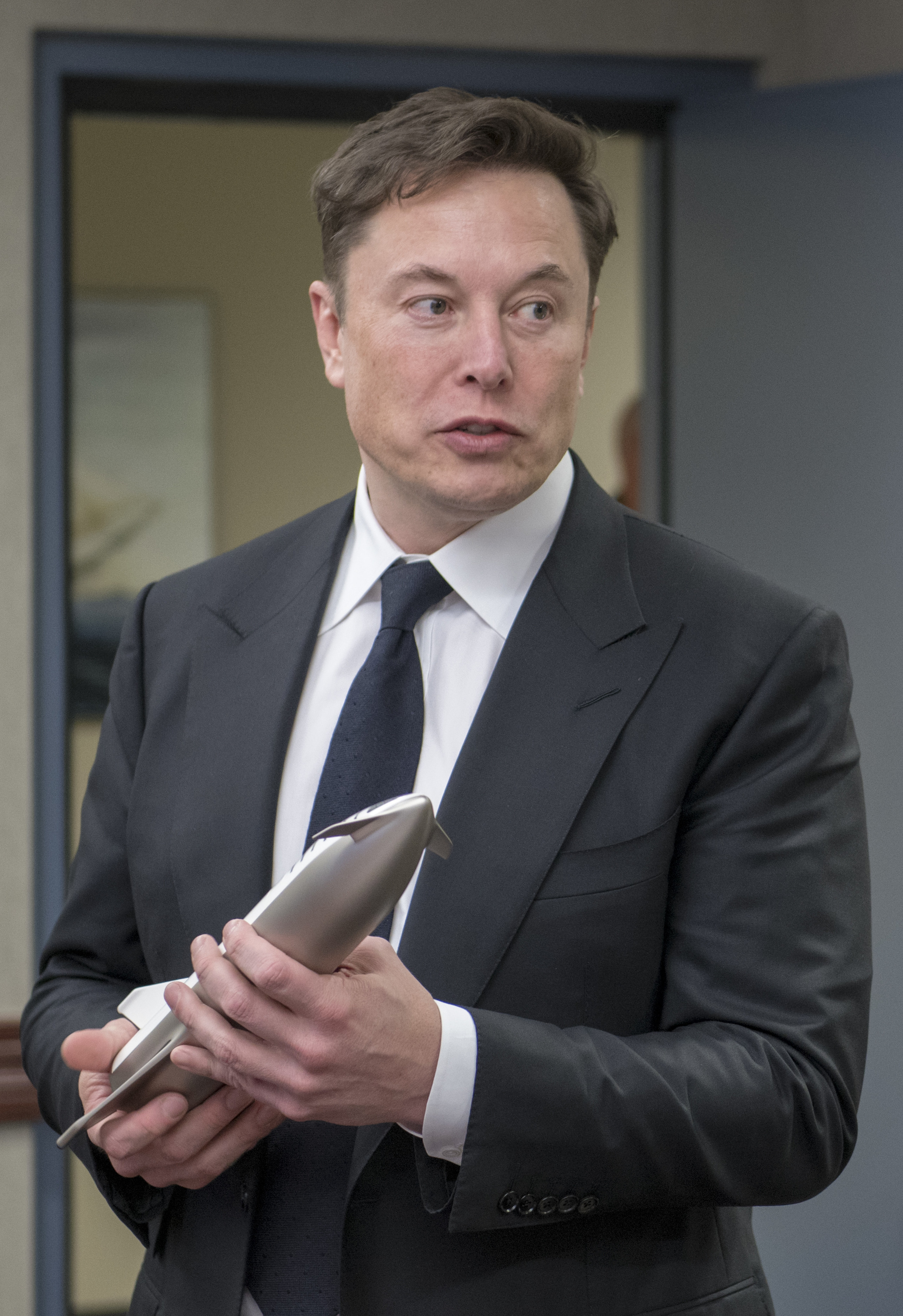
Dyrektor generalny SpaceX Elon Musk trzymający model BFR

W listopadzie 2005 roku, zanim SpaceX wystrzeliło pierwszą rakietę Falcon 1, dyrektor generalny SpaceX Elon Musk po raz pierwszy wspomniał o koncepcji rakiety zdolnej wystrzelić 100 ton ładunku użytecznego na niską orbitę okołoziemską. Koncepcja ta została nazwana BFR. W 2012 roku Elon Musk po raz pierwszy publicznie ogłosił plany opracowania rakiety przewyższającej możliwości istniejącego wówczas Falcona 9. SpaceX nazwało go Mars Colonial Transporter, ponieważ rakieta ta miałaby umożliwić transport ludzi na Marsa i z powrotem. W 2016 roku nazwa rakiety została zmieniona na Interplanetary Transport System, ponieważ rakieta miała umożliwić załogowe loty międzyplanetarne. Pierwotnie planowano, że rakieta będzie wykonana z włókna węglowego, napędzana będzie przez 42 silniki Raptor o łącznej sile ciągu 127 000 kN, co miałoby umożliwiać wyniesienie 300 ton na niską orbitę okołoziemską.
W grudniu 2018 roku zmieniono materiał konstrukcyjny na stal nierdzewną. Zmianę argumentowano niższym kosztem, łatwością produkcji oraz wytrzymałością stali nierdzewnej w temperaturach kriogenicznych i wysokich. W 2019 roku SpaceX zaczęło nazywać całą rakietę „Starship”, przy czym jej drugi stopień również nosił nazwę Starship, a pierwszy stopień otrzymał nazwę Super Heavy. Ogłoszono również, że Starship będzie wykorzystywać osłonę termiczną zbudowaną z płytek podobnych do tych stosowanych w wahadłowcach kosmicznych.

### Pierwsze testy w locie (2019–2021)

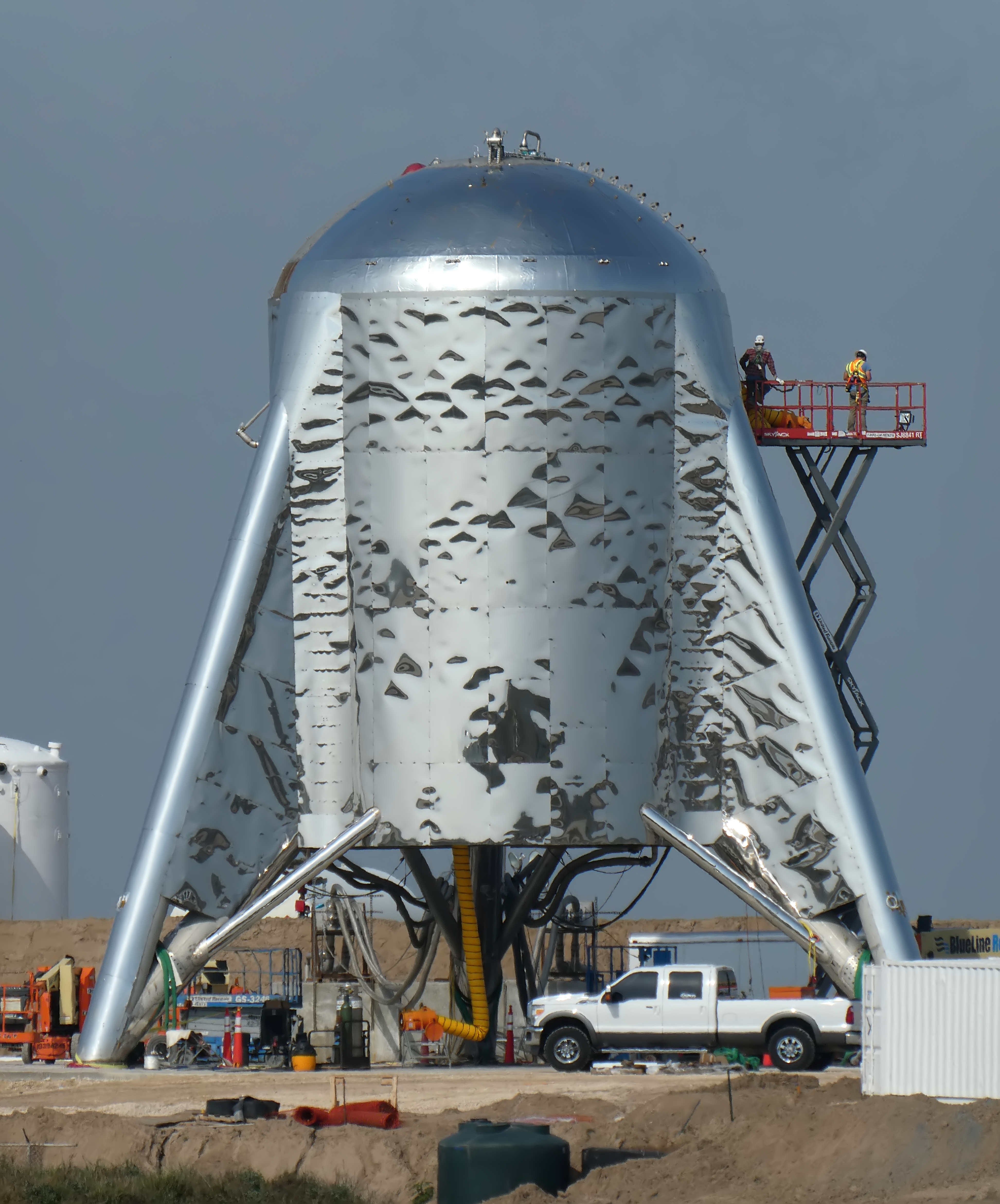
Starhopper w trakcie budowy w marcu 2019 roku

#### Starhopper do SN6

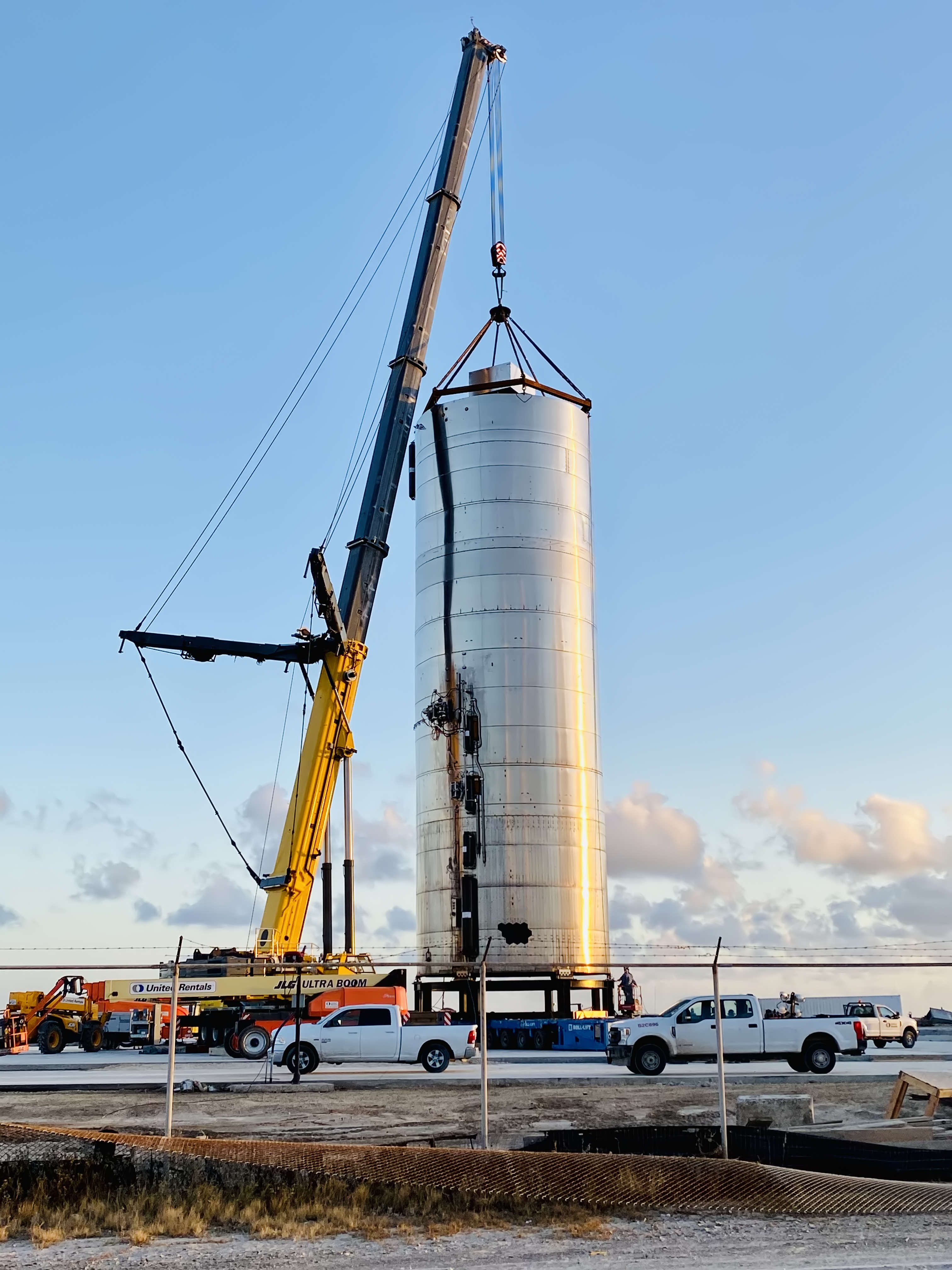
Prototyp SN5 po locie

W 2018 roku rozpoczęto budowę wczesnego prototypu, bezzałogowego statku nazwanego Starhopper. Jego pierwsze testy rozpoczęły się w 2019 roku, kiedy to wykonano dwa udane loty na małych wysokościach. SpaceX rozpoczęło budowę pierwszych pełnowymiarowych prototypów statku Starship Mk1 i Mk2 z górnym stopniem przed 2019 rokiem w placówkach w Boca Chica w Teksasie i Cocoa na Florydzie. Żaden z prototypów ostatecznie nie poleciał: Mk1 został zniszczony w listopadzie 2019 roku podczas testu ciśnieniowego, a Mk2 był rozbierany przez cały 2020 rok.
Po prototypach Mk SpaceX zaczęło nazywać nowe prototypy drugiego stopnia rakiety Starship przedrostkiem „SN”. Prototypy między SN1 a SN4 nigdy nie poleciały. Prototypy SN1 i SN3 zapadły się podczas testów ciśnieniowych, a SN4 przeszedł parę statycznych testów silników (ang. static fire), ale i on uległ zniszczeniu w kolejnych testach statycznych.
W czerwcu 2020 roku rozpoczęto budowę platformy startowej do lotów orbitalnych rakiety Starship. Pierwszy prototyp zdolny do lotu, SN5, był mocno uproszczony. Nie posiadał klap, na czubku miał symulator masy, zamiast opływowej budowy, a sterował i napędzał go tylko jeden silnik Raptor na przegubie. Na początku sierpnia 2020 roku SN5 wykonał 150 metrowy lot, manewrował w powietrzu i pomyślnie wylądował na pobliskim lądowisku. 3 września 2020 roku, bardzo podobny do poprzednika, SN6 również wykonał lot na ten sam pułap. Pod koniec tego samego miesiąca, w placówce McGregor w Teksasie, próżniowa wersja silnika Raptor przeszła pierwszy pełny test statyczny.

#### SN8 do SN15

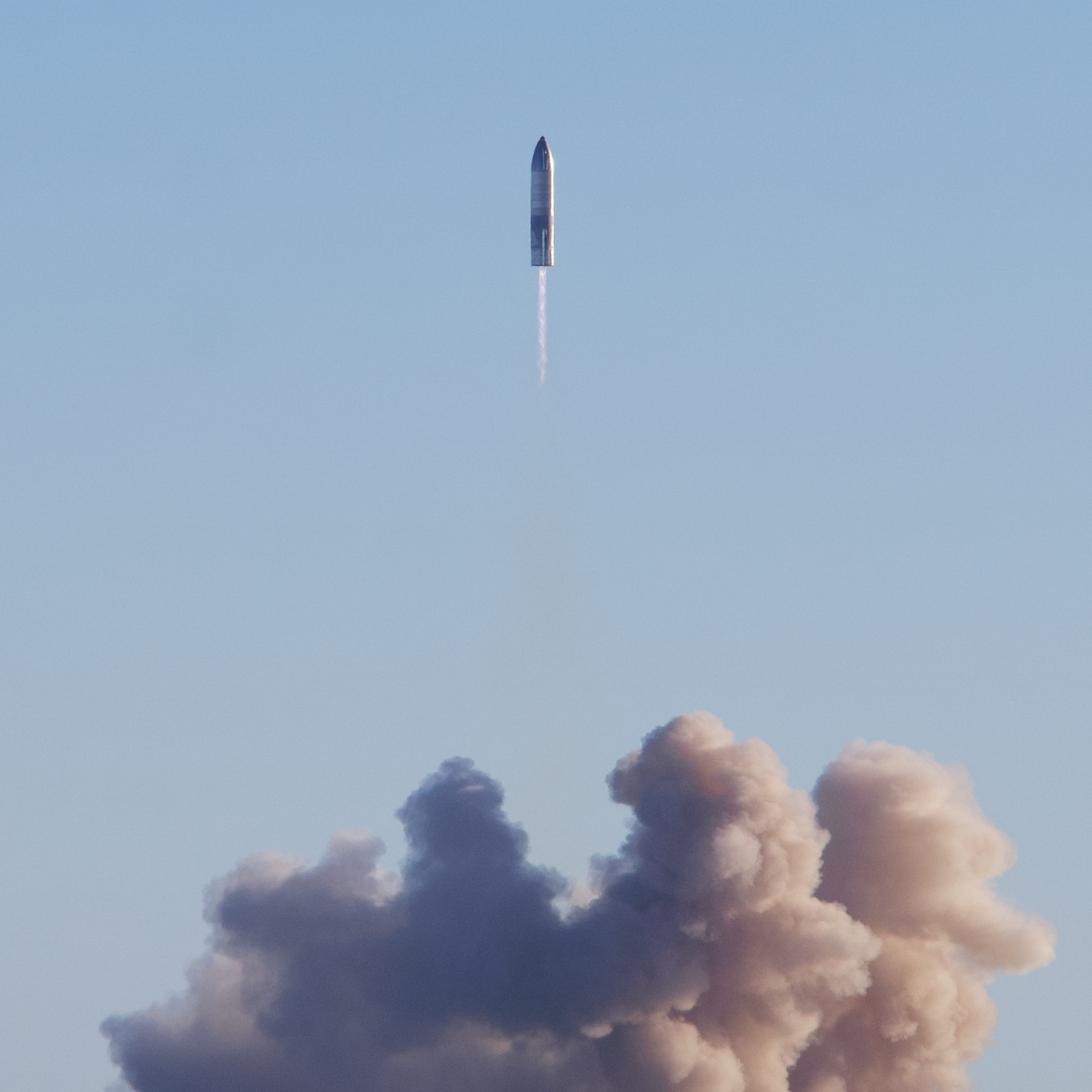
Prototyp SN8 wkrótce po starcie w grudniu 2020 roku

Starship SN8 był pierwszym pełnowymiarowym prototypem drugiego stopnia, który zaczynał przypominać właściwą rakietę Starship, chociaż brakowało mu jeszcze m.in. charakterystycznych czarnych płytek osłony termicznej. W okresie od października do listopada 2020 roku SN8 przeszedł cztery wstępne testy statyczne. 9 grudnia 2020 roku SN8 podczas lotu osiągnął wysokość 12,5 kilometra, przeprowadził początek manewru skoku na deskę (ang. belly flop) oraz pionizację, ale pracę silników zakłócało niskie ciśnienie w zbiorniku metanu podczas lądowania i niewystarczający ciąg, co doprowadziło do silnego uderzenia SN8 w powierzchnię lądowiska i eksplozję prototypu.
Ponieważ SpaceX naruszył licencję na start SN8, Federalna Administracja Lotnictwa zleciła dochodzenie w sprawie incydentu. FAA ostrzegało o ryzyku narażenia osób postronnych w związku z ryzykownym profilem lotu SN8. Dochodzenie w sprawie procesów decyzyjnych i bezpieczeństwa w SpaceX trwały do początku lutego 2021 roku.
2 lutego 2021 roku prototyp Starship SN9 wykonał lot na wysokość 10 kilometrów, po czym rozbił się podczas lądowania, ponieważ jeden z silników nie uruchomił się prawidłowo. Miesiąc później, 3 marca 2021 roku, SN10 również wykonał lot na ten sam pułap, ale tym razem prototyp wylądował prawie poprawnie. U podstawy prototypu zaobserwowano pożar, który skutkował eksplozją prototypu niecałe dziesięć minut po lądowaniu. 30 marca 2021 roku prototyp Starship SN11 podczas lotu na wysokość 10 kilometrów wleciał w gęstą mgłę, po czym eksplodował podczas opadania, z powodu nadmiaru paliwa znajdującego się w turbopompie silnika rakietowego Raptor.
W marcu 2021 roku firma ujawniła plan budowy dwóch suborbitalnych i dwóch orbitalnych stanowisk startowych, dwóch lądowisk, dwóch stanowisk testowych i dużej farmy zbiorników paliwowych. W tym samym roku SpaceX zaproponowało przekształcenie wioski Boca Chica w Teksasie w miasto firmowe.
Na początku kwietnia 2021 roku rozpoczął się montaż pierwszych zbiorników paliwa w Starbase. Prototypy statków kosmicznych SN12, SN13 i SN14 zostały zezłomowane przed ukończeniem. Do przeprowadzenia lotu wybrano SN15, który miał lepszą awionikę, konstrukcję i ulepszone silniki Raptor. 5 maja 2021 roku prototyp SN15 wykonał lot na wysokość 10 kilometrów i, mimo problemów z jednym silnikiem, bezpiecznie wylądował. Tuż po wylądowaniu SN15 doszło do pożaru w obszarze silników, jednak pożar został szybko ugaszony. Według późniejszego raportu SpaceX, podczas lądowania SN15 doświadczył kilku problemów, w tym utraty ciśnienia zarówno w zbiorniku, jak i w jednym z silników. W związku ze stosunkowo dobrymi wynikami SN15, pozostałe testy SN16 i SN17 zostały anulowane.

### Zintegrowane loty testowe (2023–)
W lipcu 2021 roku przeprowadzono pierwszy, statyczny test silników Super Heavy w prototypie BN3, przy czym uruchomiono jedynie 3 silniki. Mniej więcej w tym czasie SpaceX zmieniło schemat nazewnictwa z „SN” na „Ship” dla drugiego stopnia rakiety Starship, zmieniono również nazewnictwo z „BN” na „Booster” dla Super Heavy. W sierpniu ustawiono Shipa 20 na Boosterze 4, tworząc po raz pierwszy pełną rakietę Starship. W październiku 2021 roku w placówce Starbase ukończono budowę pierwszej farmy paliwowej oraz zamontowano na wieży startowej mechaniczne ramiona, które mają służyć do łapania Super Heavy podczas jego lądowania.
W czerwcu 2022 roku Federalna Administracja Lotnictwa ustaliła, że SpaceX musi rozwiązać ponad 75 problemów zidentyfikowanych we wstępnej ocenie wpływu na środowisko placówki Starbase.

#### Pierwszy lot testowy

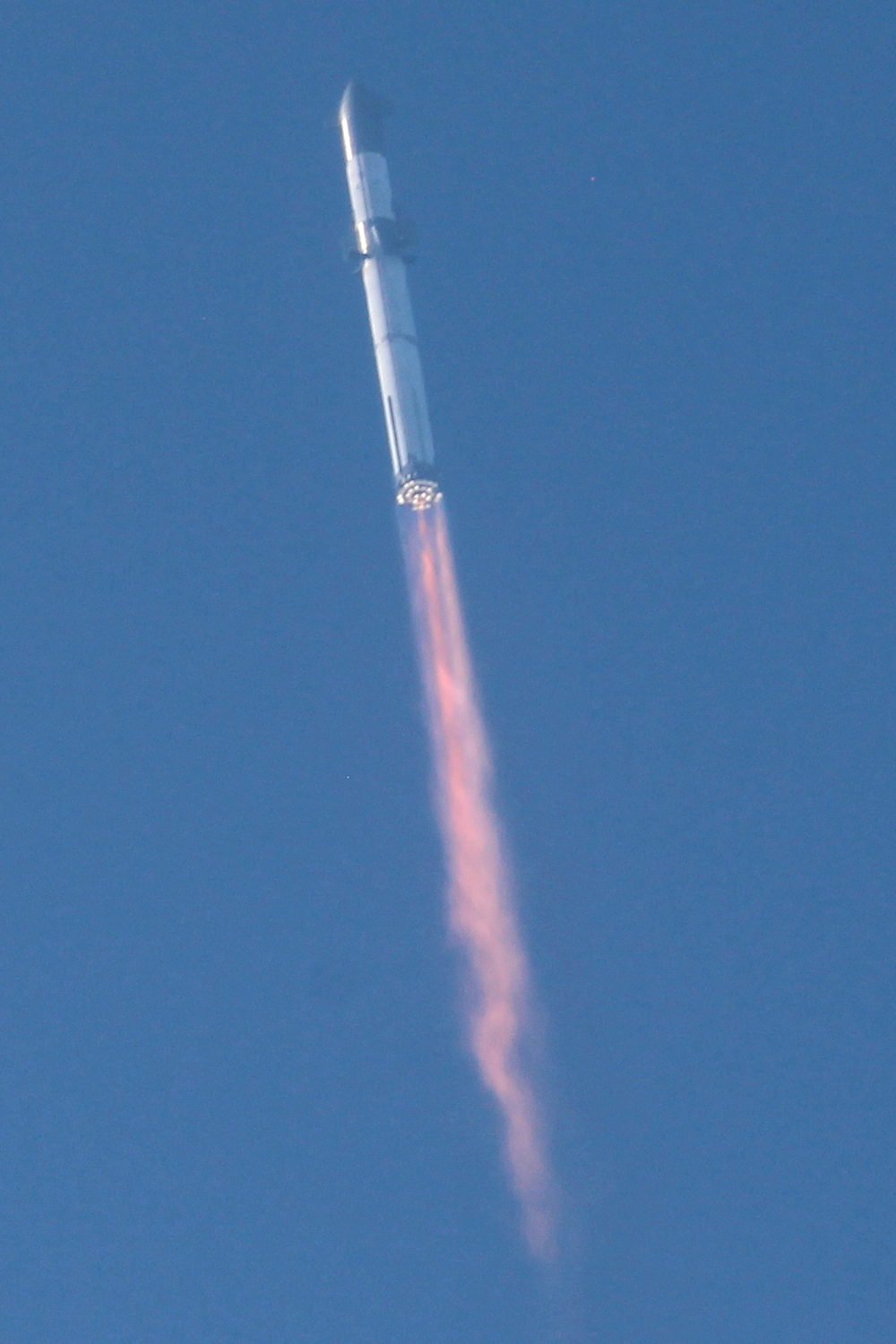
Starship podczas Starship Integrated Flight Test 1

W lipcu 2022 roku Booster 7 przetestował turbopompy ciekłego tlenu we wszystkich 33 silnikach Raptor, co doprowadziło do eksplozji prototypu, która zniszczyła rurę ciśnieniową i spowodowała niewielkie uszkodzenie stanowiska startowego. Do końca listopada 2022 roku Ship 24 przeprowadził dwa testy statyczne z dwoma i sześcioma silnikami, podczas gdy Booster 7 przeprowadził pięć testów statycznych kolejno z jednym, trzema, siedmioma, czternastoma i jedenastoma uruchomionymi silnikami. 9 lutego 2023 roku przeprowadzono test statyczny Boostera 7 z uruchomionymi 31 silnikami przy połowie mocy.
Po odwołaniu startu, który pierwotnie miał odbyć się 17 kwietnia 2023 roku, Booster 7 i Ship 24 ostatecznie wystartowały 20 kwietnia o godzinie 13:33 UTC. Trzy silniki wyłączyły się przed startem, a kilka kolejnych uległo awarii podczas lotu. W dalszej części lotu Starship utracił kontrolę nad wektorowaniem ciągu silników, co spowodowało utratę kontroli nad trajektorią lotu Starshipa. Starship osiągnął maksymalny pułap 39 kilometrów. Około 3 minuty po starcie uruchomił się autonomiczny system przerywania lotu, który jednak nie zniszczył Starshipa. Rakieta obracała się w powietrzu przez kolejne 40 sekund zanim rozpadła się w powietrzu.

#### Drugi lot testowy

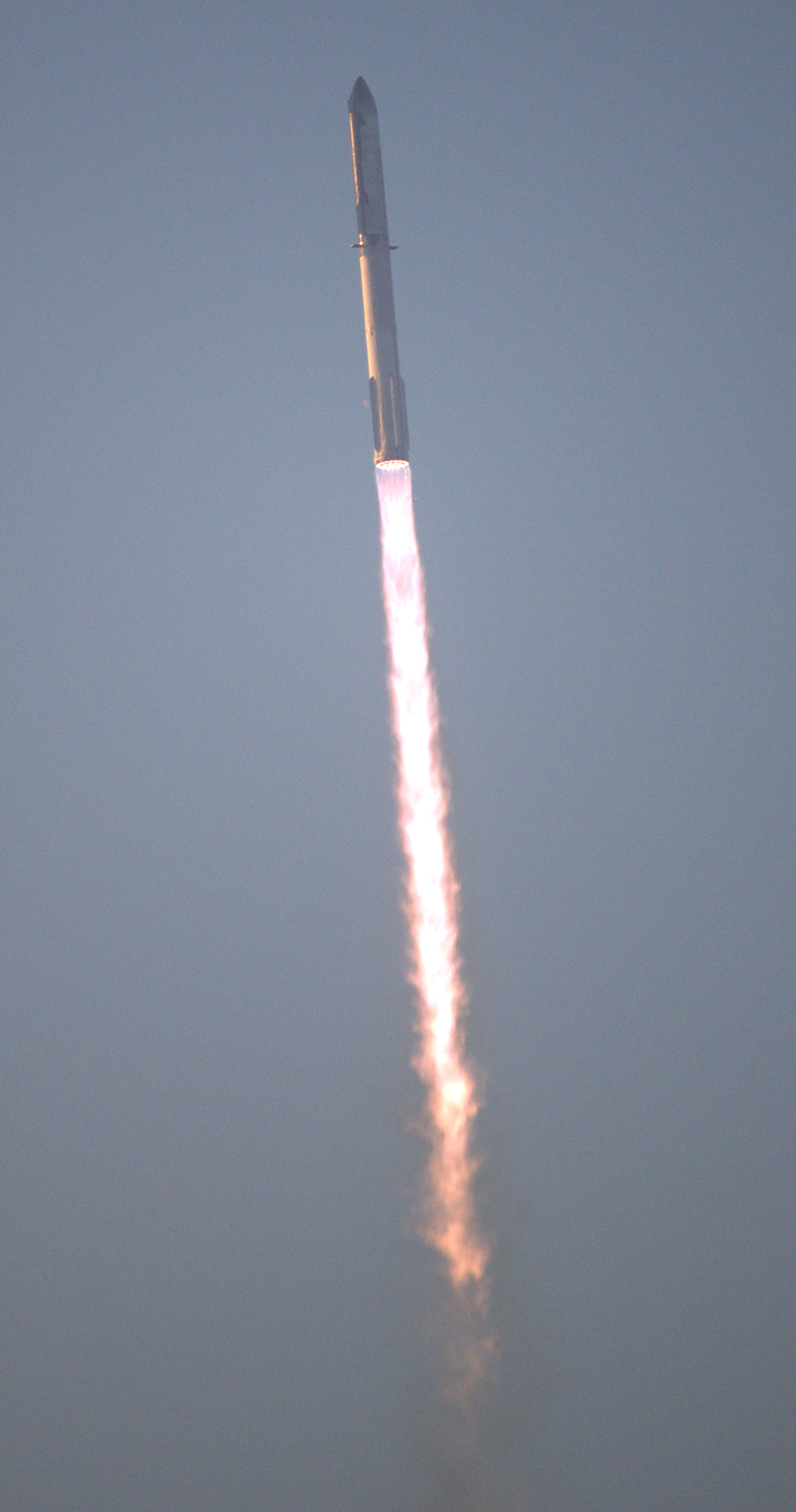
Starship podczas Starship Integrated Flight Test 2

Po pierwszym locie testowym SpaceX rozpoczęło prace nad naprawą stanowiska startowego, które zostało uszkodzone podczas startu rakiety. Wzmocniono fundamenty stanowiska startowego, zamontowano deflektor płomienia zawierający układ rozpylania dużych ilości wody.
W sierpniu 2023 roku Federalna Administracja Lotnictwa przedstawiła SpaceX działania naprawcze, które SpaceX musi podjąć, zanim dostanie licencję na kolejny lot rakiety Starship. Dochodzenie zostało zamknięte 8 września 2023 roku, choć nie było to jeszcze wystarczające do rozpoczęcia nowej kampanii testowej. Do 31 października 2023 r. FAA zakończyła przegląd bezpieczeństwa, ale wymagane były jeszcze oceny środowiskowe, co opóźniało drugi lot pełnej rakiety.
18 listopada 2023 roku Booster 9 i Ship 25 wystartowały z miejsca startowego w Starbase. Wszystkie 33 silniki działały aż do momentu separacji, kiedy to statek kosmiczny oddzielił się od Boostera 9, stosując po raz pierwszy w swoich statkach technikę rozłączenia na gorąco (ang. hot-staging). Po separacji Booster 9 wykonał manewr powrotny, po czym eksplodował w wyniku wielu awarii swoich silników. Jak poinformowało oficjalnie SpaceX eksplozja nastąpiła nieco ponad trzy i pół minuty po starcie. Było to na wysokości około 90 kilometrów nad Zatoką Meksykańską. Jako prawdopodobną przyczynę awarii boostera firma określiła zablokowanie się filtra ciekłego tlenu.
Górny stopnień rakiety przetrwał do osiągnięcia wysokości 149 kilometrów, po których utracono połączenie z nadajnikami telemetrii. SpaceX stwierdziło później, że lot został zakończony poprzez system bezpieczeństwa, który wymusił zniszczenie statku kosmicznego. Według danych radaru pogodowego NOAA, szczątki rakiety weszły w atmosferę kilkaset kilometrów na północ od Wysp Dziewiczych.

#### Trzeci lot testowy
Po drugim locie Starshipa (podczas którego oba stopnie zostały utracone) wprowadzono znaczące zmiany w systemie wektorowania ciągu silnika Raptor w statku kosmicznym Starship.
Trzeci lot rakiety Starship został przeprowadzony 14 marca 2024 roku o godzinie 13:25 UTC. Podobnie jak w przypadku drugiego lotu, wszystkie 33 silniki zostały poprawnie uruchomione, a separacja zakończyła się sukcesem. Booster 10 przeprowadził manewr powrotny, jednak planowane wodowanie w Zatoce Meksykańskiej nie powiodło się, ponieważ eksplodował on na wysokości ok. 460 metrów nad powierzchnią wody.
Statek kosmiczny Ship 28 po dotarciu do przestrzeni kosmicznej przeprowadził kilka testów po wyłączeniu silników, w tym przeprowadził istotną dla misji Artemis demonstrację transferu paliwa w przestrzeni kosmicznej. Podczas wejścia w atmosferę udało się zarejestrować i przekazać na żywo powstanie plazmy, jednak pojazd był niestabilny i w 49 minucie lotu, na wysokości ok. 65 km, utracono kontakt z pojazdem.

#### Czwarty lot testowy
Czwarty lot rakiety Starship odbył się 6 czerwca 2024 roku. Celem tego lotu było m.in. wylądowanie boostera rakiety na „wirtualnej wieży”, czyli test lądowania w ściśle określonej lokalizacji, ale wyznaczonej w bezpiecznym miejscu tj. na Zatoce Meksykańskiej. Ponownie sprawdzano również możliwość bezpiecznego wejścia w atmosferę, testowano także granice bezpiecznego uszkodzenia osłony termicznej. Test wodowania Super Heavy zakończył się pełnym sukcesem, a statek kosmiczny Starship w dużym stopniu przetrwał wejście w atmosferę i, mimo uszkodzeń klap, zakończył lot kontrolowanym wodowaniem. Ponownie udało się również przekazać na żywo większość lotu Shipa, unikając zakłóceń wynikających z rozgrzanej plazmy.

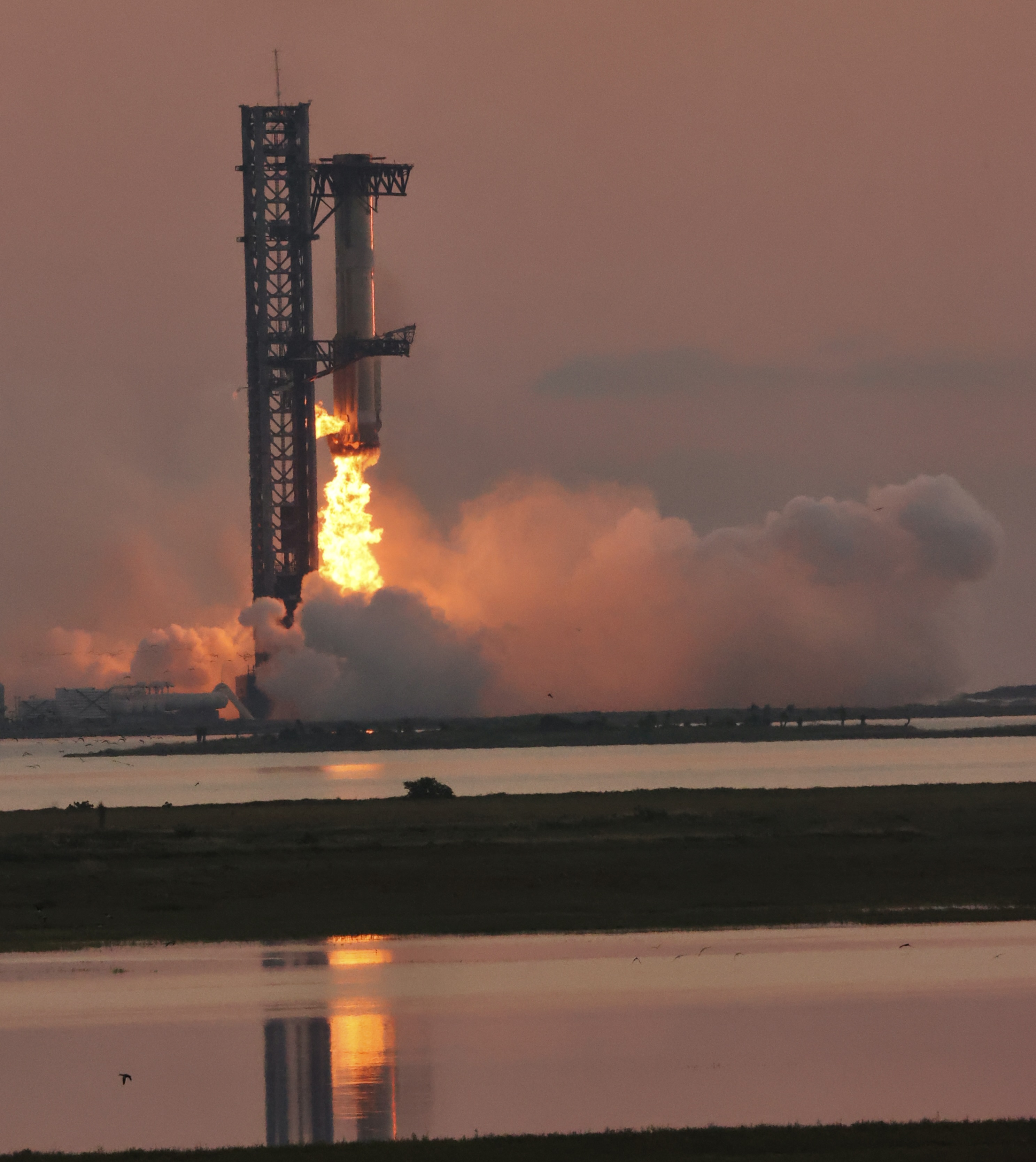
Booster 12 zostaje pomyślnie złapany podczas piątego lotu testowego

#### Piąty lot testowy
SpaceX stwierdziło, że Booster 12 i Ship 30 były gotowe do startu już na początku sierpnia, ale oczekiwało zatwierdzenie przez niezbędne organy regulacyjne. Ostatecznie SpaceX uruchomiło rakietę 13 października 2024 roku. Ship wzniósł się na orbitę transsatmosferyczną (212 km), a Booster wykonał manewr powrotu na miejsce startu. Gdy Booster zbliżył się do stanowiska startowego, ramiona wieży zamknęły się wokół niego, po czym wyłączono jego silniki. Był to pierwszy stopień Super Heavy, który pomyślnie powrócił na miejsce startu. Ship 30 z powodzeniem wszedł ponownie w atmosferę i zwodował w Oceanie Indyjskim.

#### Szósty lot testowy
Ship 31 pomyślnie przeszedł test kriogeniczny w lipcu 2024 roku, a także test statyczny we wrześniu 2024 roku. Booster 13 ukończył swój test kriogeniczny w kwietniu, a także test statyczny w październiku 2024 roku. Szósty lot rakiety Starship odbył się 19 listopada 2024 roku i zamiast pierwotnego planu złapania Boostera 13, nastąpiło jego wodowanie w Zatoce Meksykańskiej. Lot ten był pierwszym, w którym udało się przeprowadzić ponowne uruchomienie silnika Raptor w przestrzeni kosmicznej, umożliwiając rozmieszczenie ładunku użytecznego w przyszłych lotach rakiety. Pluszowy banan posłużył jako indykator nieważkości, stając się de facto pierwszym ładunkiem użytecznym wysłanym w rakiecie Starship.

#### Siódmy lot testowy
Do siódmego lotu testowego użyto pierwszego stopnia o oznaczeniu Booster 14 i drugiego stopnia o oznaczeniu Ship 33. Lot odbył się 16 stycznia 2025 r., profil misji tego lotu miał być podobny do poprzedniego, a jego celem było wodowanie na Oceanie Indyjskim po ponownym uruchomieniu silnika w kosmosie. Oczekiwano, że Ship rozmieści na suborbicie dziesięć  „symulatorów” Starlink, które wejdą w atmosferę nad Oceanem Indyjskim. Lot miał na celu dalsze testowanie rozwoju, ocenę lotu statku z obciążeniem oraz testy osłony termicznej i trajektorii wejścia do atmosfery.
Lot Boostera, powrót na miejsce startu i złapanie na OLP-A przebiegło zgodnie z planem. Ship włączył wszystkie silniki i odłączył się Boostera (T+2:40 s). O T+7:40 rozpoczęły się awarie wyłączające kolejne silniki. Utrata sygnału z pojazdu nastąpiła o czasie T+8:26, na wysokości 146 km, 27 s przed planowanym zakończeniem napędu. Statek eksplodował (celowe zniszczenie) podczas zniżania się kilka minut później nad Bahamami. Eksplozję Shipa zauważono podczas jego lotu nad wyspami Turks i Caicos. Chociaż nie zgłoszono żadnych obrażeń, szczątki statku spowodowały niewielkie szkody w infrastrukturze Portoryko i Brytyjskich Wysp Dziewiczych. Władze ostrzegały ludność, że dotykanie szczątków może być groźne. W wyniku eksplozji wiele lotów komercyjnych linii lotniczych zostało przekierowanych lub opóźnionych.
Według oświadczeń SpaceX, przyczyną awarii był pożar powyżej przegrody przeciwpożarowej wywołany pęknięciami rur doprowadzających tlen i paliwo do silników, wywołane wibracjami. Po utracie silników i transmisji, autonomiczny układ dokonał zniszczenia rakiety.

#### Ósmy lot testowy
Próba ósmego lotu Starshipa została przerwana 3 marca 2025 roku 40 sekund przed lotem. Krótko przed planowanym startem rakiety o godzinie 23:45 czasu polskiego wystąpiła anomalia, która spowodowała wstrzymanie lotu na ponad pięć minut. Wstrzymanie zostało zniesione, po czym start wstrzymano ponownie z powodu problemów związanych z Boosterem 15. SpaceX anulowało cały lot i wyznaczyło nowy termin startu rakiety na 6 marca 2025 roku. Starship rozpoczął swój ósmy lot testowy 6 marca 2025 roku o godzinie 23:30 UTC. Booster 15 został pomyślnie złapany przez ramiona wieży startowej. Podczas wznoszenia Shipa 34, cztery z sześciu silników Raptor uległy przedwczesnemu wyłączeniu, co spowodowało utratę kontroli nad pojazdem, a następnie całkowitą utratę jego telemetrii. Szczątki Shipa 34 były widoczne z Florydy, Jamajki oraz wysp Turks i Caicos. Według SpaceX komunikacja z Shipem 34 zakończyła się 9 minut i 30 sekund po starcie. Lot ten był drugim lotem Shipa Block 2 i był próbą powtórzenia poprzedniego lotu.

#### Dziewiąty lot testowy
W dziewiątym locie testowym zadaniem Shipa było osiągnięcie celów pierwotnie zaplanowanych dla lotów 7 i 8, które się nie powiodły. Booster tej misji (booster 14), pierwszy Super Heavy, który odbył ponowny lot, przeszedł eksperymenty w locie, aby ocenić możliwości jego powrotu na Ziemię w warunkach lotu pod większym kątem, co ma ograniczyć zapotrzebowanie na paliwo do hamowania boostera. Oczekiwano, że nie będzie łapany tylko wodowany.
Statek wystartował 27 maja 2025 r.. Booster ukończył wznoszenie, wykonał powrót i zapłon, a następnie ponownie wszedł w atmosferę pod większym kątem natarcia, wybuchł tuż po włączeniu siników hamujących przed wodowaniem w Zatoce Meksykańskiej. Ship osiągnął planowaną prędkość i wyłączenie silników, jednak wyciek paliwa oraz utrata kontroli nad położeniem, uniemożliwiła ponowne uruchomienie silników, a drzwi ładowni nie otworzyły się całkowicie, uniemożliwiając rozmieszczenie atrap satelitów Starlink. Statek rozpadł się podczas ponownego wejścia w atmosferę.

#### Dziesiąty lot testowy
Przeznaczony do 10. lotu testowego Ship 36, eksplodował 18 czerwca 2025 r. podczas przygotowań do statycznego odpalenia sześciu silników na stanowisku testowym Massey w pobliżu Starbase w Teksasie. W wyniku wybuchu i pożaru, Ship 36 uległ całkowitemu zniszczeniu. Znacznym uszkodzeniom uległo stanowisko testowe.
Wstępna analiza wskazała na pęknięcie zbiornika ciśnieniowego pokrytego kompozytem (COPV) w części nosowej, co wywołało uszkodzenia statku i zapłon paliwa.
Nikt z personelu nie został ranny. SpaceX przerwało dalsze testy, aby naprawić uszkodzone stanowisko.

## Koszty i finansowanie
SpaceX rozwija Starshipa głównie przy wsparciu środków prywatnych. Dyrektor finansowy SpaceX, Bret Johnsen, ujawnił w sądzie, że SpaceX zainwestowało ponad 3 miliardy dolarów w placówkę Starbase i rakietę Starship od lipca 2014 roku do maja 2023 roku. Elon Musk oświadczył w kwietniu 2023 roku, że SpaceX spodziewa się wydać około 2 miliardy dolarów na rozwój Starshipa w 2023 roku.
W ramach rozwoju systemu HLS przeznaczonego dla programu Artemis, w kwietniu 2021 roku SpaceX otrzymało od NASA kontrakt o wartości 2,89 miliarda dolarów na opracowanie lądownika księżycowego Starship HLS dla misji Artemis 3. Blue Origin zakwestionowało tę decyzję i w sierpniu 2021 roku rozpoczęło postępowanie sądowe przeciwko NASA i SpaceX, co spowodowało zawieszenie kontraktu na trzy miesiące. Dwa lata później Blue Origin otrzymało kontrakt o wartości 3,4 miliarda dolarów na zbudowanie lądownika księżycowego Blue Moon.
W 2022 roku NASA przyznała SpaceX kontrakt o wartości 1,15 miliarda dolarów na drugi lądownik księżycowy dla misji Artemis 4. W tym samym roku SpaceX otrzymała pięcioletni kontrakt o wartości 102 milionów dolarów na rozwój programu Rocket Cargo dla Sił Kosmicznych Stanów Zjednoczonych.

## Potencjalne zastosowanie

### Starlink
SpaceX planuje wykorzystać rakietę Starship do wystrzelenia drugiej generacji satelitów należących do konstelacji satelitarnej Starlink, która dostarcza internet. Analityk firmy Morgan Stanley stwierdził, że rozwój Starshipa i konstelacji Starlink są ze sobą powiązane, ponieważ Starship może umożliwić tańsze loty satelitów Starlink, a zyski z usługi Starlink mogą sfinansować koszty rozwoju rakiety Starship.

### Rocket Cargo
W styczniu 2022 roku SpaceX otrzymało pięcioletni kontrakt o wartości 102 milionów dolarów na opracowanie programu Rocket Cargo dla Sił Kosmicznych Stanów Zjednoczonych, w ramach którego Air Force Research Laboratory będzie zbierać dane podczas lotów Starshipa.
Air Force Research Laboratory zaplanował test w ramach programu Rocket Cargo mającego na celu zademonstrowanie możliwości szybkiego (ok. 90 minut) dostarczenia w dowolne miejsce na Ziemi 30-100 short ton ładunku przez zrzucanie go ze statku Starship. Test ma się odbyć w roku budżetowym 2025 lub 2026.

### Inne misje
Jednym z przyszłych ładunków użytecznych wystrzelonych przy pomocy Starshipa będzie satelita komunikacyjny Superbird-9. W planach jest także wyniesienie w przestrzeń kosmiczną komercyjnej stacji kosmicznej Starlab.
W przyszłości załogowa wersja statku kosmicznego Starship miałaby zostać wykorzystana do celów turystyki kosmicznej, chociażby w trzecim locie w ramach programu Polaris. W 2020 roku Elon Musk oświadczył, że SpaceX wykona setki bezzałogowych lotów przed pierwszym załogowym lotem kosmicznym.
Badania przeprowadzone w ramach Projektu Lyra wykazały, że dzięki tankowaniu Starshipa na niskiej orbicie okołoziemskiej możliwe byłoby wysłanie sondy kosmicznej na Oumuamua, a sama podróż trwałaby 20 lat pod warunkiem wykorzystania asysty grawitacyjnej Jowisza.

## Placówki

### Testowe i produkcyjne

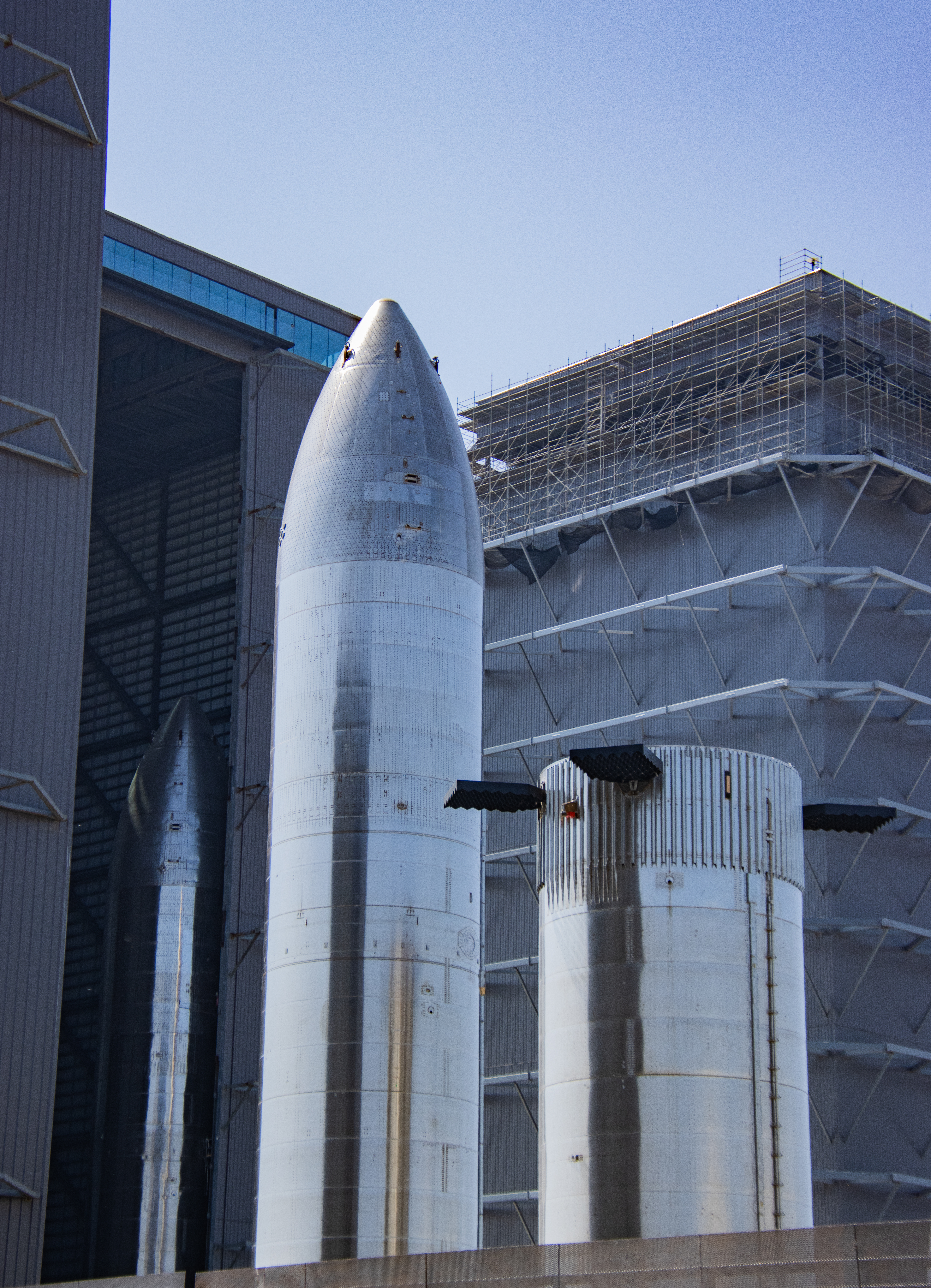
Prototypy statku kosmicznego Starship w Starbase w marcu 2023 roku

Starbase składa się z zakładu produkcyjnego oraz platformy startowej i znajduje się w Boca Chica w Teksasie. Obydwa obiekty działają całodobowo, a na miejscu może pracować maksymalnie 450 pracowników. Planuje się, że Starbase będzie się składał z dwóch stanowisk startowych, jednego zakładu produkcyjnego i jednej farmy słonecznej o powierzchni 2,8 hektara.
Silniki rakietowe Raptor są testowane w placówce McGregor w Teksasie. Obiekt posiada dwa główne stanowiska testowe: poziome oraz jedno pionowe, przeznaczone dla próżniowych silników rakietowych. W przyszłości pobliska fabryka, która od września 2021 roku była w budowie, będzie produkować próżniowe silniki Raptor nowej generacji, podczas gdy w siedzibie SpaceX w Kalifornii będzie kontynuowała budowę Raptora Vacuum i testowania nowych projektów.
Na Florydzie, zakład w Cocoa oczyszcza krzemionkę, która jest wykorzystywana do produkcji płytek osłony termicznej statku kosmicznego Starship. Kennedy Space Center znajdujący się również na Florydzie, w którym to ma powstać między innymi miejsce startu rakiety Starship w kompleksie startowym 39 oraz zakład produkcyjny przy Roberts Road, który zostanie rozbudowywany z „Hangaru X”, który był dotychczas wykorzystywany do przechowywania i konserwacji rakiet Falcon 9. Będzie on obejmował budynek o powierzchni 30 000 m², rampę załadunkową i miejsce do budowy jednej z kilku sekcji wież integracyjnych.

### Miejsca startowe

#### Starbase
W planach rozwoju placówki Starbase jest budowa dwóch miejsc startowych przeznaczonych dla rakiety Starship, które nazwane zostały „Pad A” i „Pad B”.  Starbase posiada orbitalny stół startowy oraz wieżę integracyjną, a także farmy zbiornikowe zawierające i magazynujące niezbędne dla placówki substancje. Dochładzacze znajdujące się w pobliżu farm zbiornikowych chłodzą materiał pędny za pomocą ciekłego azotu. Pad A posiada obecnie zamontowany deflektor płomienia oraz dwadzieścia zacisków przytrzymujących Super Heavy przed jego startem.
Wieża startowa składa się ze stalowych sekcji kratownicowych, a także pary mechanicznych ramion, które chwytają i podnoszą Super Heavy oraz Starshipa w celu ich połączenia na stanowisku startowym. Ramiona mogą poruszać się w pionie, przy użyciu wciągarki linowej, w poziomie ramiona są poruszane siłownikiem hydraulicznym.

#### Floryda

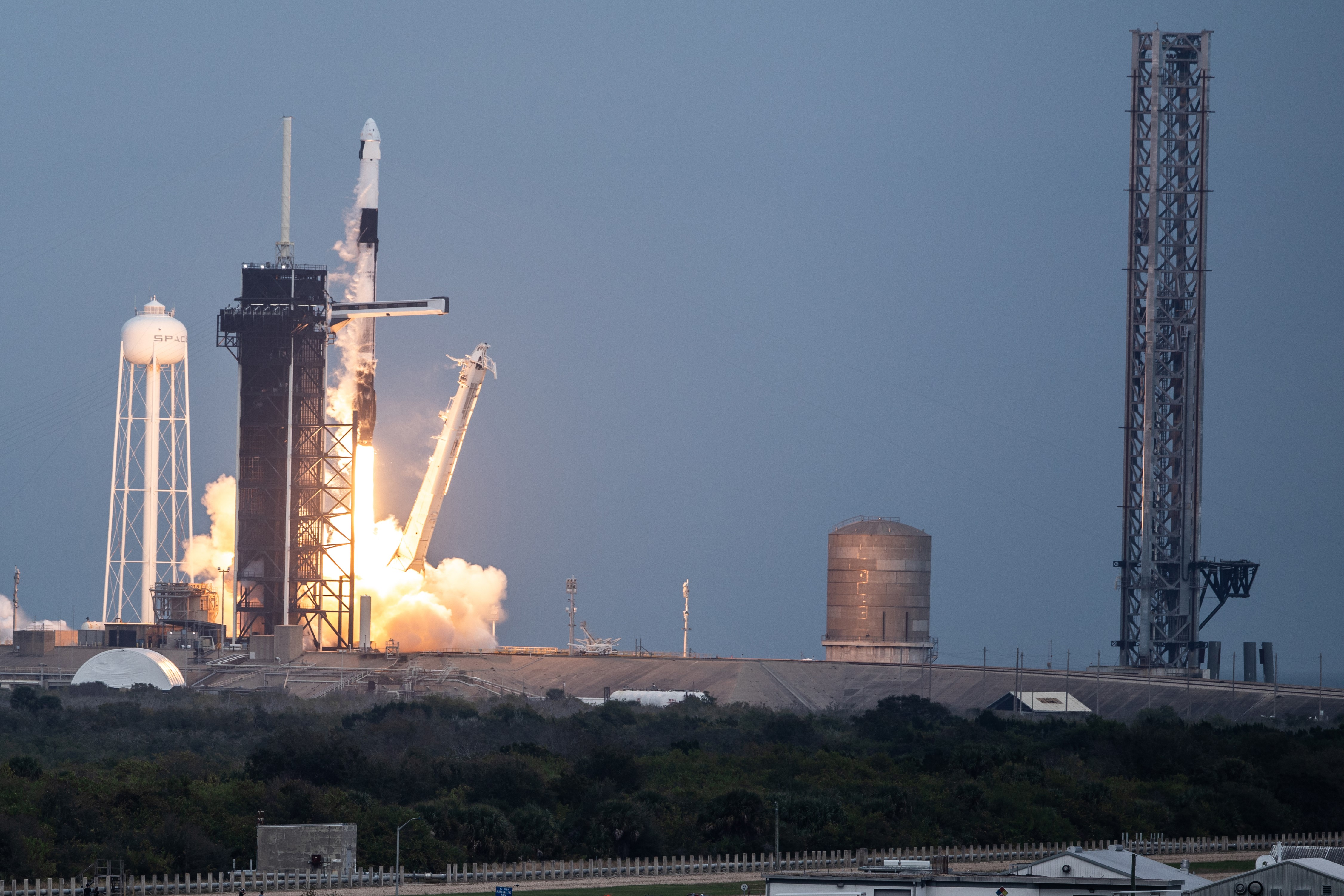
Budowana wieża startowa (widoczna po prawej stronie) na stanowisku LC-39A w styczniu 2024 roku

SpaceX buduje stanowisko startowe dla rakiety Starship w kompleksie startowym 39 znajdującym się w Kennedy Space Center od 2021 roku. Miejsce to zostało wydzierżawione w 2014 roku i służy do startów rakiet Falcon 9. W 2024 roku Federalna Administracja Lotnictwa rozpoczęła proces ekspertyzy środowiskowej, która ma ocenić potencjalny wpływ nowej infrastruktury oraz 44 lotów rocznie na stanowisku LC-39A.
W czerwcu 2024 roku Blue Origin i United Launch Alliance przedstawiły swoje uwagi w ramach procesu ekspertyzy środowiskowej, sprzeciwiając się wpływowi, jaki Starship może mieć na ich własną działalność w tym miejscu. Blue Origin zasugerowało kilka rozwiązań, w tym umożliwienie innym operatorom wniesienie sprzeciwu wobec startu Starshipa, który mógłby kolidować z jednym z ich własnych startów, ograniczenie lotów Starshipa do określonych godzin lub zwiększenie liczby stanowisk startowych w okolicy. Sugestie United Launch Alliance całkowicie uniemożliwiają start Starshipa z Florydy, ponieważ według argumentacji w pełni zatankowany Starship wymaga tak dużej strefy ewakuacyjnej, że uniemożliwiłaby ona innym operatorom korzystania z pozostałych stanowisk znajdujących się w kompleksie startowym 39, a hałas generowany przez Starshipa mógłby być szkodliwy dla osób mieszkających lub pracujących w pobliżu.
SpaceX zaproponował również budowę kolejnego stanowiska startowego dla rakiety Starship, które miałoby znajdować się na pobliskim kompleksie startowym 37 na Przylądku Canaveral, który zwolnił się w 2024 roku tuż po wycofaniu ostatniej rakiety z rodziny Delta IV. W 2024 roku Siły Kosmiczne Stanów Zjednoczonych rozpoczęły proces przygotowywania ekspertyzy środowiskowej, która ma ocenić potencjalny wpływ nowej infrastruktury i częstotliwości startów rakiety Starship do 76 razy w ciągu roku.
Obie oceny środowiskowe muszą zostać zakończone zanim SpaceX otrzyma zgodę na starty rakiety Starship z Florydy, co prawdopodobnie nie nastąpi przed końcem 2025 roku. Sama wieża i mechaniczne ramiona, które zostaną zbudowane w tych lokalizacjach powinny być podobne do tych wybudowanych w Starbase, z zastosowaniem odpowiednich ulepszeń.